# Aeroportul Opa-locka
Aeroportul Opa-locka (IATA: OPF, ICAO: KOPF, FAA LID: OPF) este un aeroport din Florida, Statele Unite ale Americii ce deservește zona Miami. Aeroportul a fost tranzitat în 2019 de 2.322 de pasageri. A fost deschis în 1927.
Situat la o altitudine de 2 m, aeroportul dispune de 3 piste.

## Infrastructură

### Piste
Aeroportul dispune de 3 piste: 
- pista 09L/27R din asfalt, cu dimensiunile 8.002 picioare × 150 picioare
- pista 09R/27L din asfalt, cu dimensiunile 4.309 picioare × 100 picioare
- pista 12/30 din asfalt, cu dimensiunile 6.800 picioare × 150 picioare